# РТК 4
РТК 4 (на албански: RTK 4, Radio Televizioni i Kosovës 4) е четвърти обществен телевизионен канал на Косово. Излъчва документални филми, филми и местни сериали. Притежава се от държавната Радио и телевизия на Косово.

## История
РТК 4 стартира на 14 март 2014 г. като канал за изкуство и документални филми. Европейският съюз за радио и телевизия подпомага и финансира създаването му, както и на другия обществен канал РТК 3, с който стартират на една дата.